# Бриљантин 2
Бриљантин 2 (енгл. Grease 2) је амерички мјузикл из 1982. са Мишел Фајфер и Максвелом Колфилдом у главним улогама. Наставак је филма Бриљантин из 1978.

## Улоге
| Глумац          | Улога           |
| --------------- | --------------- |
| Мишел Фајфер    | Стефани Зиноне  |
| Максвел Колфилд | Мајкл Карингтон |
| Лорна Лафт      | Паулет          |
| Памела Адлон    | Долорес         |